# Япеле

33 буквы бирманского письма

Япеле — йа, 26-я буква мьянманского алфавита, обозначает палатальный аппроксимант, но может произноситься как «Ж». В сингальском пали соответствует букве йаянна, в тайском пали соответствует букве йойак. В бирманских лигатурах бжитвэ япеле передаётся с помощью знака япин. Бирманские имена на букву япеле даются детям, родившимся в среду (боудэхунан).

## Бжитвэ
- Япелевасвэйва
- Япелехатхоша